# Stade de Deodoro
Le stade de Deodoro (en portugais : Estádio de Deodoro) est un stade omnisports temporaire situé à Rio de Janeiro dans le quartier de Vila Militar.
Intégré au parc olympique de Deodoro (pt) dans le cadre des Jeux olympiques et des Jeux paralympiques d'été de 2016, il accueille les épreuves olympiques de rugby à sept et deux des cinq épreuves olympiques du pentathlon moderne, ainsi que les épreuves paralympiques de football à 7.

## Présentation
Le site du stade de Deodoro est choisi pour accueillir les épreuves de rugby à sept ainsi que deux des cinq épreuves du pentathlon moderne dans le cadre des Jeux olympiques d'été de 2016, de nouvelles tribunes seront alors temporairement aménagées sur le site du stade de Deodoro pour augmenter la capacité du site. Il est également sélectionné pour accueillir les épreuves de football à 7 pendant les Jeux paralympiques,.
Les travaux d'aménagement débutent en juillet 2014. Ces installations temporaires, inaugurées le 2 mars 2016 présentent une capacité de 15 000 places. Les infrastructures sont démontées une fois les Jeux olympiques et paralympiques terminés.
Le coût de construction des différentes installations du site de Deodoro, englobant le stade de Deodoro, le centre olympique de hockey de Rio de Janeiro, la Arena da Juventude, le centre aquatique de Deodoro (en) et le centre national de tir de Rio de Janeiro (en), revient à 626 500 000 réals.